# 吉村虎太郎
吉村 虎太郎（よしむら とらたろう、天保8年4月18日（1837年5月22日） - 文久3年9月27日（1863年11月8日））は、幕末の土佐藩出身の志士。諱は重郷。「寅太郎」と記されることもある。
土佐藩の庄屋であったが、武士の農民支配を否定した土佐庄屋同盟の思想や、尊攘思想に傾倒して土佐勤王党に加盟。平野国臣らが画策する浪士蜂起計画（伏見義挙）に参加すべく脱藩するが、寺田屋騒動で捕縛されて土佐に送還され投獄される。釈放後、再び京都へ上り孝明天皇の大和行幸の先駆けとなるべく京都で中山忠光を擁立して天誅組を組織して大和国で挙兵するが、八月十八日の政変で情勢が一変して幕府軍の攻撃を受け敗れて戦死した。（天誅組の変）

## 生涯

### 脱藩まで
土佐国高岡郡芳生野村（高知県高岡郡津野町）の里正（庄屋）吉村太平の長男として生まれる。12歳で父の跡を継いで北川村庄屋となった。後に須崎郷浦庄屋となり、転村の庄屋広田家の娘お明と結婚。同地で郡役人の間崎哲馬に学問を、また城下に出て武市半平太に剣術を学び尊攘思想に傾倒するようになった。安政4年（1857年）藩の下役人に呼び捨てにされたことを憤り、他の大庄屋と連名で訴状を提出する騒ぎを起こした。この事件のために下分村に転任させられている。安政6年（1859年）に檮原村の大庄屋に移り、よく働き治績を残したという。
文久元年（1861年）武市半平太が土佐勤王党を結成するとこれに加盟。文久2年（1862年）2月、武市の命で長州へ赴き久坂玄瑞に武市の手紙を渡した。それから九州へ渡って筑前国の平野国臣と出会い、平野から薩摩藩国父島津久光の率兵上京とこれに合わせた浪士たちによる挙兵計画（伏見義挙）を聞く。吉村は急ぎ土佐へ戻り、土佐勤王党も脱藩して参加することを説くが、武市の考えは挙藩勤王であり、これを許さなかった。やむなく、吉村は宮地宜蔵ら少数の同志を説いて脱藩を決行。この時、藩境の検問が厳重であったために、吉村は武具を調えて馬に乗り、薩摩への使者であると偽って堂々と関所を押し通ったという。吉村の脱藩に触発される形で沢村惣之丞や坂本龍馬らが続いて脱藩している。

### 脱藩後の活動
吉村は宮地宜蔵とともに長州の久坂玄瑞を頼り、海路大坂へ入り、長州藩邸で越後国の志士本間精一郎と合流した。上方には平野国臣、真木保臣、清河八郎、藤本鉄石ら有力な浪士たちが集結して、島津久光の上洛を待ちわびていた。平野らは久光の上洛を倒幕挙兵のためのものと勝手に考えていたが、久光の真意は全く異なり公武合体であった。浪士の動きを知った久光は驚き鎮撫を命じ、4月23日、伏見の寺田屋において有馬新七ら過激尊攘派藩士の粛清を断行し、挙兵計画は失敗した（寺田屋騒動）。
翌日、吉村と宮地も捕えられ薩摩藩邸に移送された。薩摩藩では挙兵計画に参加した他藩の脱藩者を出身藩に引き渡すこととし、30日に吉村らの身柄は土佐藩に引き渡されて、国元へ送還された。船中で吉村は挙兵の手始めは諸侯ではなく、浪士の任である旨の書取を残している。土佐で吉村は8ヶ月間、禁獄される。やがて政情が尊攘派に有利になり、諸藩で安政の大獄、寺田屋騒動の関係者などの赦免が行われるに伴い、間崎哲馬らの斡旋もあって同年12月に吉村も釈放された。
文久3年（1863年）2月、吉村は藩から自費遊学の許可を得て京へ上る。ちょうどこの時に京都では足利三代木像梟首事件が起き、犯人として平田国学門人らが捕縛され、3月に吉村は山縣小輔、入江九一とともに学習院に犯人の赦免嘆願書を提出している。
同月、将軍・徳川家茂が上洛し、朝廷から5月10日をもって攘夷決行をするよう約束させられる。5月10日、長州藩は攘夷を実行して関門海峡を通過する外国船を砲撃した。この長州藩の攘夷決行に参加した侍従・中山忠光は、吉村の手引きで京都を出奔している。
6月、米仏艦隊が来襲し、長州藩は敗退した(下関戦争)。
この頃、吉村は松本奎堂、真木保臣、池内蔵太ら浪士とともに長州へ赴き、6月17日に山口で藩主・毛利慶親、世子・定広に謁見して、挙兵上京を願っている。しかし、外国艦隊による報復攻撃を受けていた長州藩ではその余裕はなく、長州藩としてはとりあえず家老の指揮で500人程度の兵を上洛させるとの約束を得た。吉村らは久坂玄瑞や高杉晋作らと連絡し諸方を斡旋ののち、7月2日に海路京都へ戻った。

### 天誅組の変
8月13日、三条実美ら攘夷派公卿が画策して大和行幸の詔が発せられた。孝明天皇が大和国の神武天皇陵等に参拝し、攘夷親征の兵を挙げ武力倒幕を行うという計画であった。以前から懇意の真木保臣の献策によるこの計画を知った吉村は8月初旬より、松本奎堂、藤本鉄石、水郡善之祐ら同志とともに、大和行幸の先駆けとして大和国で倒幕の義兵を挙げることを計画していた。先の寺田屋騒動で挫折した武力倒幕を実行する再起の機会であった。吉村は、先に長州に出奔したことから侍従職を解かれ謹慎させられていた中山忠光の邸を訪ねて計画への賛同を得ると、14日、吉村ら同志39人が方広寺に集結し忠光を迎えて大将に戴き、京都を出立した。彼らは天誅組と称されるようになる。
一行は大坂から海路堺に向かい、河内国に入って同志と合流して大和へ進み、8月17日に五條代官所に打ち入り代官鈴木正信（源内）の首を斬り、討幕の兵を挙げた。天誅組は五条天領を「天朝直轄地」とすると布告し、「御政府」を称し、中山忠光を主将、吉村、松本、藤本を総裁とする職制を定めた。
しかし翌日、京都では八月十八日の政変が起こり政局は一変し、大和行幸を計画した三条らの急進的尊攘派公卿は失脚、長州藩も京都からの撤退を余儀なくされた。大和行幸の詔は偽勅とされ、天誅組はその活動を正当化する根拠を失い、天誅組は孤立してしまった。吉村らは協議を行い、京の政変は天皇の意に反する会津や薩摩などの逆臣による策謀であり、一時的なものと見做し、倒幕の軍事行動を継続することとなった。
吉村は、古来尊王の志の厚いことで知られる十津川郷士に募兵を働きかけるために十津川郷に赴き、川津村で郷士・野崎主計らと会談した。京の政変をまだ知らなかった郷の幹部は、吉村の丁寧な要請により募兵に応じることに決め、十津川郷内59カ村から約1000人が集まった。
天誅組は五條襲撃直後から近隣諸藩に使者を送って兵糧の供出などを約束させていたが、京都での政変を知った高取藩は態度を翻してこれを拒否したため、天誅組は高取城攻撃を決定する。高取城を奇襲して占拠し、籠城して討伐軍に抗戦する計画であった。 
25日、中山忠光率いる本隊が高取城に向かい、吉村は別働隊を率いて大口峠に布陣して郡山藩に備えた。翌朝まで大口峠で警戒していたが討伐軍は姿を現さなかったため、吉村は高取方面に引き返した。
しかし26日早朝、本隊は高取城に向けて行軍中に、兵数で劣る高取藩兵の砲銃撃を受けるとたちまち敗走してしまっていた。五條へ向けて敗走中の本隊に遭遇した吉村は、不甲斐ない敗戦を知ると激昂して忠光に詰め寄った。吉村は直ちに決死隊を編成して夜襲を試みることを決意し、26日夜、吉村に率いられた24名の決死隊は夜陰に乗じて高取城下に忍び寄った。城下に放火し、混乱の中で城内に討ち入ろうという計画で、乾草を背に松明を持って夜中間道を進むが、途中で高取藩の斥候に発見され交戦する。吉村は高取藩軍監浦野七兵衛と槍で渡り合うが、味方の援護射撃が誤って内股（または下腹部）に当たり重傷を負ってしまう。
決死隊はなすところなく五條に退却したが、本隊は既に天の辻まで退却していた。吉村らもそれを追って天の辻に到着するが、本隊は更に長殿村まで退却した後だった。 
本隊の中山忠光は、紀州新宮に出て海路で四国や九州へ向かい再起を図ることを提案するが、天の辻に留まった吉村は自らが負傷していながらもこれに従わず、本隊と別行動を取って天の辻付近で追討軍を迎え撃つこととした。 9月に入り諸藩の追討軍が迫ると、吉村らの別働隊は天の辻を根拠として周辺でゲリラ戦を展開し、数では勝るが戦意に乏しい追討軍相手に善戦した。
再び合流した本隊とともに奮戦し追討軍を撃退する局面もあったが、多勢の追討軍に抗しきれず各地で退却を余儀なくされた。また、統率力を失った主将・忠光の元から去る者も出始めて天誅組の士気は低下し、追討軍が迫ると十津川郷へ退却する。
天誅組は十津川に籠城し天険を頼りに決戦しようとするが、天誅組を逆賊とする詔が下ったことが伝わると十津川郷士も離反、主将・中山忠光は天誅組の解散を決定した。殿軍の後続隊を率いて遅れて本隊に合流した吉村はそこで初めて天誅組の解散を知らされたが、この時既に傷が悪化して歩行困難となっていた吉村もその決定に従うほかなかった。一同は河内方面に向けて脱出すべく山中を彷徨うが、筵で作った即席の駕籠に乗った吉村は一行に遅れをとってしまう。
9月24日、一行は鷲家口（奈良県東吉野村）付近に到達、血路を開くため、那須信吾らが決死隊となって紀州・彦根藩兵に攻撃を仕掛けた。遅れて進んでいた吉村は戦闘開始を知って本隊の後を追おうとするが、銃声に恐怖した人夫が吉村の駕籠を放置して逃亡してしまった。付き添っていた隊士が付近の村で人夫を雇って再び駕籠を進め、鷲家口を迂回し木津川村の堂本家に潜伏した。追討軍は鷲家口周辺を探索し天誅組の残党狩りを行なっていたが、吉村の潜伏場所付近にも探索が及んできたためその場を離れた。27日朝、吉村は鷲家口村外れの炭小屋に潜伏していたところ、津藩兵に発見される。吉村は自刃しようとしたが、その前に一斉射撃を浴びせられて絶命した。享年27。
辞世の句は「吉野山 風に乱るる もみじ葉は 我が打つ太刀の 血煙と見よ」。
吉村に付き添っていた隊士も付近で戦死、または捕縛された。主将の中山は辛うじて脱出に成功するが、吉村と同じく負傷が原因で本隊に遅れて進んでいた松本奎堂や、中山と共に脱出しながらも自ら殿となって敵本陣へと引き返した藤本鉄石も25日にそれぞれ付近で戦死しており、吉村の死をもって天誅組は実質的な終焉を迎えた。
10月、吉村の首は京都に運ばれ、松本、藤本ら12名の同志の首と共に賊徒として晒された。
同年（文久3年、1863年）冬、鷲家口の村人有志により、吉村らの慰霊のため墓が築かれたが、付近の村人が吉村の墓を参ったところ足が良くなったとの噂が広まり、吉村の墓は「天誅吉村大神儀」と呼ばれて参詣人で賑わい、その様子が流行り歌となった。それを知った五條代官所では、吉村の墓を壊して参詣を禁じ、墓を建てた村人を投獄した。
明治10年（1877年）に名誉回復。明治16年(1883年)5月、靖国神社合祀。明治24年（1891年）、武市半平太・坂本龍馬・中岡慎太郎と共に正四位が贈られ、後に「土佐四天王」と称されることになる。
墓所は、明治谷墓地(奈良県吉野郡東吉野村小川)、霊山墓地(京都市左京区)、六志士の墓(高知県高岡郡檮原町)。
高知縣護國神社の祭神として祀られている。

## 評価
- 伴林光平 「寛仁大度にして、よく人を愛す」[5]
- 中山鶴松 「身の丈、五尺七、八寸もあろうかと思われるほどの偉丈夫で、それが甲冑に身を固めてその上から目の覚めるような猩々緋の陣羽織を着て赤地の錦らしい小袴をはいていたと思いますが、野路の草を拂って進んでゆくさまは、実にみごとな武者姿でした」[6]

## 史跡等
- 吉村寅太郎寓居跡  京都三条木屋町上ル
- 吉村寅太郎之墓所、霊山護国神社、京都市左京区
- 吉村寅太郎生家の門(高知県津野町)
- 東吉野村にある吉村寅太郎の墓地

- 「吉村虎太郎生誕之地碑」- 高知県高岡郡津野町北川
- 「吉村虎太郎宅跡」- 高知県高岡郡津野町北川
- 「吉村虎太郎像」- 高知県高岡郡津野町新田
- 「吉村虎太郎邸」- 高知県高岡郡津野町芳生野、ガイダンス施設[7]
- 「掛橋和泉邸（吉村虎太郎庄屋跡）」 - 高知県高岡郡梼原町梼原[8]
- 「天誅組　吉村寅太郎寓居跡」 - 京都府京都市中京区三条木屋町上る上大阪町[9]
- 「吉村寅太郎辞世句碑」- 奈良県吉野郡東吉野村鷲家
- 「吉村寅太郎原瘞処(げんえいしょ)」- 奈良県吉野郡東吉野村鷲家、吉村寅太郎が最初に葬られた場所

## その他
吉村虎太郎最期の地である奈良県東吉野村は、吉村の出身地である高知県津野町と姉妹村提携を結んでおり、所縁の地である高知県檮原町とは友好町村となっている。

## 登場作品
小説
- 『竜馬がゆく』（司馬遼太郎著）

漫画
- 『お〜い!竜馬』（原作：武田鉄矢、作画：小山ゆう）
- 『竜馬がゆく』（原作:司馬遼太郎、作画:鈴ノ木ユウ）

テレビドラマ
- 『竜馬がゆく』 ( 1968年、NHK大河ドラマ  演：轟謙二）
- 『西郷どん』（2018年、NHK大河ドラマ　演：兼松若人）

テレビアニメ
- 『お〜い!竜馬』（声：三木眞一郎[10]）